# J. Carrol Naish
J. Carrol Naish (Nueva York, 21 de enero de 1896-La Jolla, 24 de enero de 1973) fue un actor de cine y teatro estadounidense, dos veces nominado al Premio Oscar. Apareció en más de 200 créditos durante la Edad de Oro de Hollywood.

## Biografía y carrera
Nacido en la Ciudad de Nueva York el 21 de enero de 1896, su nombre completo era Joseph Patrick Carrol Naish. Era hijo de Patrick Naish y su esposa Catherine Moran, de ascendencia Irlandesa, procedentes del condado de Limerick, Irlanda; sobrino de John Naish, Lord Canciller de Irlanda.
Naish creció en Harlem y asistió a St. Academia de Cecilia. Pero abandonó la escuela a la edad de 16 años y se unió a la Marina de los Estados Unidos, apareció en obras teatrales durante varios años antes de que empezara su carrera en el cine. Comenzó como miembro de la troupe de artistas infantiles de vodevil Gus Edwards. Tras la Primera Guerra Mundial, Naish creó su propio espectáculo de canción y danza en París.
Naish empezó con un pequeño papel, sin salir a los créditos, en What Price Glory? (1926), lanzado en una carrera de más de doscientas películas.
En los años 1930, Nash apareció en varias películas (algunas veces como extra) en sus primeras intervenciones, y dos años más tarde apareció en su primera película importante, un melodrama criminal sobre guerras de pandillas chinas en San Francisco llamado The Assassin (1932), interpretando el papel del padre del personaje principal (Loretta Young). Como señaló David Andelman en The New York Times, "Fue la primera de muchas películas en las que Nash tuvo que interpretar a un hablante nativo de otro idioma: interpretó a un anciano hombre de negocios chino que tenía un hacha entre los omóplatos". 
En el mismo año, en el melodrama criminal La bestia de la ciudad (1932), interpretó a un gángster asistente que decide cometer un robo sin pasar por alto a su jefe, lo que lleva a trágicas consecuencias. Y en el melodrama criminal Two Seconds (1932), Nash desempeñó un papel importante como el director de un club de baile inmoral que explota a su viciosa bailarina (Vivienne Osborne), quien finalmente es asesinada por su angustiado esposo (Edward G. Robinson). 
Como escribió el crítico de cine del New York Times, Mordant Hall, "Robinson ofrece un personaje asombrosamente poderoso", elogiando también las actuaciones de Foster, Osbourne y Nash. Además, como señaló Andelman, Nash fue recordado por sus papeles como el pirata Kahuzak en la aventura de acción Captain Blood's Odyssey (1935) protagonizada por Errol Flynn y el líder de la tribu nativa Kuasa en el melodrama de aventuras Her Love in the Jungle (1938) con Dorothy Lamour, y también como soldado de la Legión Extranjera Francesa llamado Rasinoff en la aventura de acción con Gary Cooper Pretty Gesture (1939).

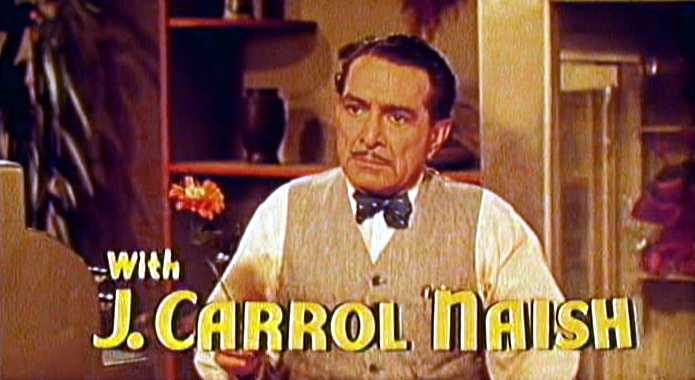
J. Carrol Naish de un tráiler de la película Hit the Deck (1955)

Fue nominado dos veces por Oscar al mejor actor secundario, el primero para su papel en la película Sahara (1943), y para su actuación en la película A Medal for Benny (1945). Por esa película consiguió el Globo de Oro al mejor actor secundario. 
A menudo interpretó a villanos, desde gánsteres en numerosas películas de Paramount hasta científicos locos, como el Dr. Daka en la serie de películas de Batman. En la década de 1940, Naish fue un personaje secundario en varias películas de terror. Interpretó al ayudante de Boris Karloff en House of Frankenstein (1944).

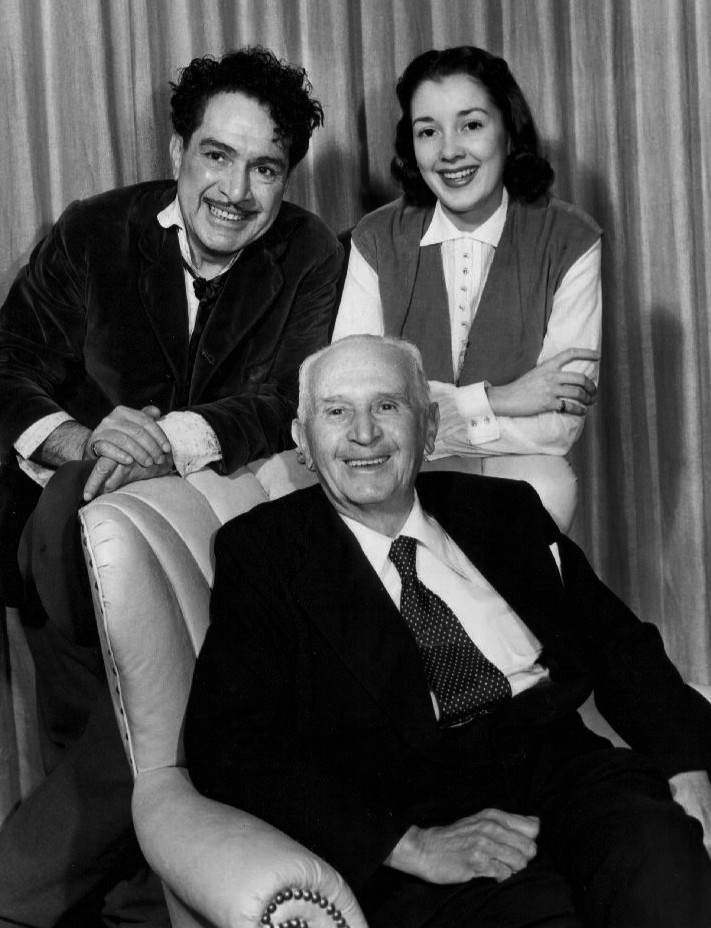
J. Carrol Naish con padre e hija Elaine (1952)

De origen irlandés, rara vez interpretó a un irlandés. Hizo el papel de Philip Sheridan, un americano-irlandés en el filme de John Ford Rio Grande (1950), protagonizada por John Wayne, explicando: "cuando llega la parte de un irlandés, nunca nadie piensa en mí". Interpretó otras etnias, como italiano, nativo americano, hispano y chino.
En la radio, Naish interpretó a Luigi Basco en el popular programa de CBS Life with Luigi (1948-1953). La popularidad de Luigi resultó en una serie de televisión de CBS del mismo nombre, con Naish retomando su papel.
En 1955, Naish originó el papel de Alfieri en la versión en verso de un acto de A View from the Bridge de Arthur Miller en Broadway, también protagonizada por Van Heflin y Eileen Heckart.
En 1957-1958, Naish interpretó el papel principal en la serie de televisión The New Adventures of Charlie Chan. Hablando en 2023, el coprotagonista James Hong dijo que Naish tenía "un profundo prejuicio" y en un arrebato racista lo despidió de la serie solo porque Hong se había perdido una sola línea.
En 1971, apareció en su último papel en el cine, Dracula vs. Frankenstein (1971), en el papel de un científico loco; un papel sacado del original dr. Frankenstein para asesinar a mujeres jóvenes para la experimentación con la esperanza de reactivar la creación de su antepasado, con la ayuda de su asistente mudo, interpretado por Lon Chaney Jr, que también haría su último papel en el cine en este filme.
Naish se casó (desde 1929 hasta su muerte) con la actriz Gladys Heaney (1907-1987); tuvieron una hija, Elaine. 
Este destacado actor de cine, teatro, radio y televisión, murió a causa de una enfisema el 24 de enero de 1973 en el Scripps Memorial Hospital en La Jolla, California, tres días después de su 77 aniversario. Está enterrado en Calvary Cemetery, cementerio de Los Angeles.
Para sus contribuciones a la televisión y el cine, tiene una estrella en el Paseo de la Fama de Hollywood en el 6145 de Hollywood Boulevard.

## Filmografía

### Películas
- The Open Switch (1926)
- What Price Glory? (1926) de Raoul Walsh (no acreditado)
- Double Cross Roads (1930)
- Cheer Up and Smile (1930)
- Good Intentions (1930)
- Scotland Yard (1930)
- The Royal Bed (1931)
- Gun Smoke (1931)
- The Finger Points (1931)
- Kick In (1931)
- Escuadrón de Homicidios (1931)
- Surrender (1931)
- Ladies of the Big House (1931)
- The Hatchet Man (1932)
- La Bestia de la Ciudad (1932)
- The Mouthpiece (1932)
- The Famous Ferguson Case (1932)
- Two Seconds (1932)
- Week-end Marriage (1932)
- Cronista (1932)
- Big City Blues (1932)
- No Living Witness (1932)
- Tiger Shark (1932)
- The Kid from Spain (1932)
- Afraid to Talk (1932): (sustitución por Matt Mc Hugh)
- The Conquerors (1932)
- Frisco Jenny (1932)
- No Other Woman (1933), de J. Walter Ruben
- The Past of Mary Holmes (1933)
- Silent Men (1933)
- Infernal Machine (1933)
- Whirlwind (1933)
- The World Gone Mad (1933)
- Central Airport (1933)
- Elmer, the Great (1933): Jerry
- The Devil's in Love (1933)
- Arizona to Broadway (1933)
- Notorious But Nice (1933)
- El vengador (1933)
- Captured! (1933)
- The Last Trail (1933)
- The Big Chance (1933)
- Ann Vickers (1933)
- The Mad Game (1933)
- Havana Widows (1933)
- The Mystery Squadron (1933)
- What's Your Racket? (1934)
- Sleepers East (1934)
- Upperworld (1934)
- One Is Guilty (1934)
- Murder in Trinidad (1934)
- The Hell Cat (1934)
- Return of the Terror (1934)
- The Defense Rests (1934)
- Girl in Danger (1934)
- British Agent (1934)
- Marie Galante (1934)
- The President Vanishes (1934)
- Hell in the Heavens (1934)
- Bachelor of Arts (1934)
- The Lives of a Bengal Lancer (1935)
- Behind the Green Lights (1935)
- Black Fury (1935)
- Under the Pampas Moon (1935)
- Front page woman (1935)
- The Crusades (1935)
- Little Big Shot (1935)
- Special agent (1935)
- Confidencial (1935)
- El capitán Blood (1935)
- The Robin Hood of El Dorado (1936)
- Two in the Dark (1936)
- Exclusive Story (1936)
- The Leathernecks Have Landed (1936)
- The Return of Jimmy Valentine (1936)
- Moonlight Murder (1936)
- Special Investigator (1936)
- Absolute Quiet (1936)
- Anthony Adverse (1936)
- Ramona (1936)
- The Charge of the Light Brigade (1936)
- Crack-Up (1937)
- We Who Are About to Die (1937)
- Song of the City (1937)
- The Grand Bounce (1937)
- Border Cafe (1937)
- It May Happen to You (1937)
- Think Fast, Mr. Moto (1937)
- Hideaway (1937)
- Sea Racketeers (1937)
- Bulldog Drummond Comes Back (1937)
- Thunder Trail (1937)
- Night Club Scandal (1937)
- Daughter of Shanghai (1937) de Robert Florey
- Tip-Off Girls (1938)
- Her Jungle Love (1938)
- Hunted Men (1938)
- Prison Farm (1938)
- Bulldog Drummond in Africa (1938)
- King of Alcatraz (1938)
- Ilegal Traffic (1938)
- Persons in Hiding (1938)
- King of Chinatown (1939)
- Hotel Imperial (1939)
- Undercover Doctor (1939)
- Beau Geste (1939)
- Island of Lost Men (1939)
- Typhon (1940)
- Queen of the Mob (1940)
- Golden Gloves (1940)
- Down Argentine Way (1940)
- A Night at Earl Carroll's (1940)
- Mr. Dynamite (1941)
- That Night in Rio (1941)
- Blond and Sand (1941)
- Accent of Love (1941)
- Forced Landing (1941)
- Birth of the Blues (1941)
- The Corsican Brothers (1942)
- A Gentleman at Heart (1942)
- Sunday Punch (1942)
- Dr. Broadway (1942)
- Jackass Mail (1942)
- The Pied Piper (1942)
- Tales of Manhattan (1942)
- The Man in the Trunk (1942)
- Dr. Renault's Secret (1942)
- Harrigan's Kid: (1943)
- Batman (1943)
- Good Morning, Judge (1943)
- Behind the Rising Sun (1943)
- Sahara (1943)
- Calling Dr. Death (1943)
- 'Gung Ho!': The Story of Carlson's Makin Island Raiders (1944)
- A Voice in the Wind (1944)
- Two-Man Submarine (1944)
- The Whistler (1944)
- The Monster Maker (1944)
- Jungle Woman (1944)
- Waterfront (1944)
- Dragon Seed (1944)
- Entra Arsene Lupin (1944)
- House of Frankenstein (1944)
- Getting Gertie's Garter (1945)
- A Medal for Benny (1945)
- The Southerner (1945)
- Strange Confession (1945)
- Star in the Night (1945)
- Bad Bascomb (1945)
- The Beast with Five Fingers (1945)
- Humoresque (1945)
- Carnaval in Costa Rica (1947)
- El fugitivo (1948)
- Juana de Arco (1948)
- The Kissing Bandit (1949)
- Canadian Pacific (1949)
- That Midnight Kiss (1949)
- Black Hand (1950)
- Please Believe Me (1950)
- Annie Get Your Gun (1950)
- The Toast of New Orleans (1950)
- Rio Grande (1950)
- Mark of the Renegade (1951)
- Across the Wide Missouri (1951)
- Bannerline (1951)
- Denver and Río Grande (1952)
- Clash by Night (1952)
- Woman of the North Country (1952)
- Ride the Man Down (1953)
- Fighter Attack (1953)
- Beneath the 12-Mile Reef (1953)
- Saskatchewan (1954)
- Sitting Bull (1954)
- Man on a Bus (1955)
- New York Confidential (1955)
- Hit the Deck (1955)
- Rage at Dawn (1955)
- Violent Saturday (1955)
- La última orden (1955)
- Desert Sands (1955)
- Rebelde en la ciudad (1956)
- Tambores Yaqui (1956)
- Esta podría ser la noche (1957)
- Los jóvenes no lloran (1957)
- Force of Impulse (1961)
- Dracula vs. Frankenstein (1971)

### Series de televisión
- Life with Luigi (1952-1953) Episodios desconocidos
- ClimAx (1956) Episodio: "An Episode of Sparrows"
- The Alcoa Hour Episodio: "Key Largo"
- Crossroads (1956) 2 episodios, incluido "The White Carnation"
- The New Adventures of Charlie Chan (1957-1958) 39 episodios
- The Texan (1957) Episodio: "The First Notch"
- Westinghouse Desilu Playhouse (1958) Episodio: "My Father, the Fool"
- Wanted: Dead or Alive (1958) Episodio: "Ricochet"
- Cimarron City (1958) Episodio: "The Blood Line"
- The Restless Gun (1959) Episodio: "Blood of Courage"
- Whirlybirds (1959) Episodio: "Two of a Kind"
- Wagon Train (1959-1960) 2 episodios
- The Untouchables (1960) Episodio: "The Noise of Death"
- Guestward, Ho! (1960-1961) 38 episodios
- Route 66 (1963) Episodio: "And Make Thunder His Tribute"
- The Hanged Man (1964) Televisión filme
- Burke's Law (1964) Episodio: "Who Killed Supersleuth?"
- I Dream of Jeannie (1965) Episodio: "Djinn and Water"
- The Man from U.N.C.L.E. (1966) Episodio: "The Super-Colossal Affair"
- Green Acres (1967) Episodio: "It's So Peaceful in the Country"
- Bonanza (1969) Episodio: "A Severe Case of Matrimony"
- Get Smart (1968) Episodio: "The Secret of Sam Vittorio"

## Teatro
- The Wizard of Oz (1911)
- The Scarlet Pimpernel (1912)
- The Merchant of Venice (1914)
- Sons of the Desert (1914)

## Radio
| Año  | Programa           | Episodio                  |
| ---- | ------------------ | ------------------------- |
| 1945 | Suspense           | "Footfalls"               |
| 1946 | The Fifth Horseman | Aftermath                 |
| 1952 | Suspense           | Treasure Hunt             |
| 1953 | Family Theater     | Two Tickets for Stockholm |

## Premios y nominaciones
Premios Óscar
| Año  | Categoría                       | Película          | Resultado |
| ---- | ------------------------------- | ----------------- | --------- |
| 1944 | Mejor actor de reparto          | A Medal for Benny | Nominado  |
| 1944 | Óscar al mejor actor de reparto | Sahara            | Nominado  |
| 1946 | Óscar al mejor actor de reparto | A Medal for Benny | Ganador   |

Premios Globo de Oro
| Año  | Categoría              | Película          | Resultado |
| ---- | ---------------------- | ----------------- | --------- |
| 1946 | Mejor actor de reparto | A medal for Benny | Nominado  |

Otros premios
- 1960: Star on the Walk of Fame (Televisión), Ganador